# Paterna caritas
Paterna caritas, en español "Paterna caridad", es la vigésimo octava encíclica del papa León XIII, escrita el 25 de julio de 1888, dirigida a Esteban Pedro X Azarian, Patriarca de Cilicia y a la iglesia católica armenia; en ella muestra su alegría por la solución del cisma que temporalmente había sufrido esa iglesia.

## Contexto histórico
El papa escribe esta encíclica tras la solución del cisma que padeció durante unos años la iglesia católica armenia del Patriarcado de Cilicia. Esta iglesia sui iuris agrupa desde el siglo XVIII a los católicos de rito armenio. El desarrollo de esta iglesia ha sufrido la persecución e interferencias del Imperio turco. En 1831 el sultán reconoció al archieparca primado de Constantinopla, como jefe religioso y civil por Turquía, mientras que el patriarca de Cilicia tenía su sede en Líbano. Esa dicotomía se resolvió en 1866, con la elección del archieparca de Constantinopla como Patriarca de Cilicia, con el nombre de Antonio Pedro IX Hassum. El papa Pío IX, mediante la carta Reversurus, del 12 de julio de 1867, trasladó la sede a Estambul y excluyó a los laicos de la elección patriarcal. Un grupo de obispos armenios, en un sínodo celebrado el 14 de febrero de 1871, declaró ilegal la elección de Hassum,y  eligió como patriarca a Hovanndes Kupelian, que fue confirmado como tal por el gobierno otomano, quien, además, expulsó del país a Hassum. 
Esta era la situación que encontró el papa León XIII, al ser elegido papa el 10 de febrero de 1878. En marzo de 1879, el patriarca cismático se reconcilió con el papa y renunció. El 9 de abril de 1879 concluyó el cisma cuando Hassun fue reconocido por el gobierno, viajó a Roma y fue creado cardenal. Falleció en 1884, siendo elegido patriarca Esteban Pedro X Azarian, es a este nuevo Patriarca al que se dirige la encíclica en primer lugar..
El genocidio armenio perpetrado por el estado turco entre 1915 y 1923 produjo la dispersión de los católicos armenios entre los países vecinos. La sede del Patriarca de Cilicia se mantuvo en Constantinopla hasta 1928, en el que un sínodo celebrado en Roma, trasladó el patriarcado a Bzommar, cerca de Beirut. (Líbano).

## Contenido de la encíclica
Paterna caritas, qua partes omnes Dominici gregis complectimur, vi naturaque sua est eiusmodi, ut laeta, tristia, quaecumque uspiam in christiana republica eveniunt, intima Nos perpetuaque communicatione sentiamus
La caridad paternal con que abrazamos a todos los componentes del rebaño del Señor es tal que, por su fuerza y por su naturaleza, sentimos, con una íntima y constante comunión de sentimientos, todo lo propicio o adverso en el mundo cristiano

Así ha sido, explica el papa, el dolor sufrido por la separación de Roma de algunos cristianos armenios, como el gozo que le ha proporcionado por la vuelta a la unidad de esos cristianos. Para mantener esta unidad exhorta a todos a la sumisión y obediencia a los obispos, al patriarca y al mismo papa; y junto a ello, el respeto y sumisión al Supremo Príncipe del Imperio Otomano.

#### Llamada a la unidad
Cuando se escribe la encíclica no todos los cristianos armenios han quedado unidos a Roma, por ello el papa le insta a vivir delicadamente  la caridad perfecta que predicó San Pablo, que "es paciente y bondadosa; no es envidioso, no es temerario, no se envanece, no es ambicioso, no busca sus propios intereses, no se enoja, no piensa mal”; de ese este modo los que están separados quedarán atraídos por la unidad que viven entre sí y con el papa. Por lo demás, a los que están al frente de las diócesis armenias no dejen de predicar y persuadir para alcanzar la deseada unidad.

#### Relación de los cristianos armenios con Roma
Gregorio el iluminador, fundador y patrono de la Iglesia armenia, realizó un viaje a Roma para testimoniar su fidelidad y respeto al papa Silvestre, recibiendo de él varios privilegios; sus escritos y sucesivos sínodos testimonian esa unión; especialmente el ínodo de Sis el año 1307 proclamó el deber de obedecer al papa:

Como es propio que el cuerpo esté sujeto a la cabeza, así La Iglesia universal (que es el cuerpo de Cristo) debe obedecer a aquel que ha sido puesto por Cristo Señor por cabeza de toda la Iglesia

La participación de los delegados del patriarca Constantino V en el Concilio de Florencia (1431-1445) fue de unión al papa Eugenio IV, como cabeza, pastpr y fundamento de la Iglesia; cuando se publicó la constitución conciliar Exultate Deo (1439) que instruía sobre todo lo que era necesario creer, se adhirieron plenamente a ella. El papa manifiesta en la encíclica su deseo de que estos recuerdos  muevan a los que aún están separados a buscar la unidad.

#### Muestras de solicitud por los armenios
El papa recuerda del cuidado que han puesto sus predecesores para la formación en Roma de los jóvenes sacerdotes armenios, de modo que el deseo de Gregorio XIII, fue puesto en obra en parte por Urbano VIII  que, continuando con ese objetivo, fundó el Colegio Urbaniano, León XIII, tal como indica en la encíclica, ha destinado a la formación de seminaristas armenios

un edificio muy grande cerca de San Nicolás Tolentino. Esto se ha hecho para respetar debidamente la liturgia y el idioma de Armenia, tan encomiable por su antigüedad, elegancia y gran número de ilustres escritores; además se ha previsto que un obispo de vuestro rito permanezca constantemente en Roma para iniciar en las cosas santas a todos los discípulos que el Señor llama a su servicio particular.

Ese mismo cuidado por los católicos armenios fue expresada por los antecesores del papa en diversas ocasiones; la encíclica las decisiones tomadas por Gregorio XVI y Pío IX para aumentar el número de sedes episcopales que les atendiesen y para que el prelado armenio de Constantinopla sobresaliera en honor y dignidad, primero estableciendo allí un Arzobispado, después estableciéndola como sede primada en Constantinopla; y uniéndola al Patriarcado de Cilicia de los Armenios.

#### Deseada unidad con los armenios
La última parte de la encíclica, la dedica el papa a exhortar a los destinatarios para que procuren por todos los medios devolver a la unidad a aquellos cristianos armenios que se mantienen separados de la iglesia católica. Por esto les insta, en primer lugar a la oración.

Sólo Dios, moderador de todas las cosas, puede conceder que esto suceda; sólo Él, que "llama a los que quiere honrar e inspira sentimientos religiosos en los que quiere". Elevad oraciones suplicantes a Él con Nosotros, Venerables Hermanos y amados Hijos, para que, movidos por Su triunfante gracia, todos aquellos de vuestra nación que han entrado en la sociedad de la vida cristiana por el bautismo y que sin embargo están separados de Nuestra comunión, puedan llenaos de alegría completa volviendo a Nosotros, "profesando la misma doctrina, teniendo la misma caridad y teniendo todos los mismos sentimientos"